# استپان بارخوداروف
استپان گریگوری بارخوداروف (ارمنی: Ստեփան Գրիգորի Բարխուդարով؛  زادهٔ ۲۳ ژانویهٔ ۱۸۹۴ - درگذشته ۳ اکتبر ۱۹۸۳) فرهنگ‌نویس، زبان‌شناس و کارشناس علوم پرورشی در زمینه زبان‌شناسی، استاد دانشگاه در زمینه مطالعات زبان روسی اهل ارمنستان بود.

## زندگی‌نامه
وی در ۴ فوریه [سبک قدیمی: ۲۳ ژانویه] ۱۸۹۴ در باکو به دنیا آمد و از دانشگاه دولتی سن پترزبورگ (۱۹۱۸) فارغ‌التحصیل گشت. وی از ۱۹۴۶ عضو مکاتبه‌ای آکادمی علوم اتحاد شوروی بود. وی همچنین برندهٔ جوایزی همچون نشان لنین، جایزه لنین (۱۹۷۰) و نشان پرچم سرخ کار (۱۹۴۵) شده است. وی در ۳ اکتبر ۱۹۸۳ در سن ۸۹ سالگی در مسکو درگذشت.

## یادداشت
1. ↑  բանասիրական գիտությունների դոկտոր
2. ↑  Գերցենի անվան ռուսական պետական մանկավարժական համալսարան
3. ↑  ՌԱԱ Ռուսաց լեզվի ինստիտուտ
4. ↑  Mikhail Gapeevich Bulachov
5. ↑  Yury Karaulov
6. ↑  Bronislava Bukchina
7. ↑  Margarita Kozhina
8. ↑  ԽՍՀՄ գիտությունների ակադեմիա